# 殿內
殿內是對琉球士族中擔任總地頭職的親方家的尊稱。這個尊稱廣義上也可以用於脇地頭家。殿內家族在琉球地位很高，與御殿家族一起，被統稱為「大名」。
與御殿相似的，殿內原本也是對居住總地頭職親方家府邸的尊稱。只不過意思是親方家府邸的時候，應該將其第一個發音濁化，讀作「ドゥンチ」。
此外，一些神殿也稱為殿內。例如首里三平等的神殿被稱為首里殿內，而各地祝女居住的神殿則被稱為祝女殿內。

## 主要的殿內家
根據1884年（日本明治十七年）的統計，沖繩主要的殿內家族如下：
- 龜川殿內
- 百名殿內
- 伊是名殿內
- 澤岻殿內
- 阿波根殿內
- 湧川殿內
- 崎濱殿內
- 東風平殿內
- 玉城殿內
- 小祿殿內
- 宜灣殿內
- 仲田殿內
- 與那原殿內
- 摩文仁殿內
- 具志頭殿內
- 平良殿內
- 豐見城殿內
- 饒波殿內
- 國頭殿內
- 金武殿內
- 添石殿內
- 具志川殿內
- 與那城殿內
- 美里殿內
- 奧武殿內
- 浦添殿內
- 真壁殿內
- 伊江殿內
- 喜屋武殿內
- 久志殿內
- 知念殿內
- 糸滿殿內
- 喜納殿內
- 保榮茂殿內
- 識名殿內
- 勝連殿內
- 譜久山殿內
- 富川殿內
- 座喜見殿內
- 仲里殿內
- 知花殿內
- 佐久間殿內
- 幸地殿內
- 佐渡山殿內